# Mladí piráti Německa
Mladí piráti (německy Junge Piraten) je organizace mládeže německé Pirátské strany. Založena byla v roce 2009. Členství ve spolku je zcela nezávislé na členství v mateřské politické straně.
Mladí piráti mají dokonce již svoje vlastní zastupitele v německých zemských parlamentech: Susanne Graf, Martin Delius a Heiko Herberg v Berlíně; Jasmin Maurer v Sársku; Torge Schmidt a Sven Krumbeck ve Šlesvicko-Holštýnsku. Jsou tedy ve 3 parlamentech a mají celkem 6 poslanců.

## Vztah s Pirátskou stranou
Mladí piráti byli založeni 18. dubna 2009 ve Wiesbadenu. To však neznamenalo, že by byli automaticky oficiální mládežnickou organizací německé Pirátské strany. K tomu bylo třeba uznání členy této politické strany, které Mladí piráti získali na kongresu Pirátské strany Německa, který se konal 15. a 16. května 2010 v Bingenu. Hlasování dopadlo téměř jednohlasně ku prospěchu přijetí Mladých pirátů jako oficiální mládežnické organizace a byl tak vyjasněn vztah mezi těmito spolky.

## Předsednictvo

### Historie předsedů

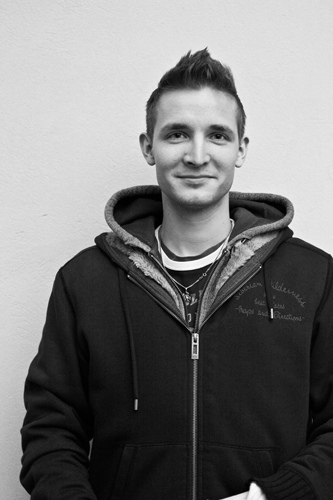
Heiko Herberg (2011), dočasný předseda 2009-2010
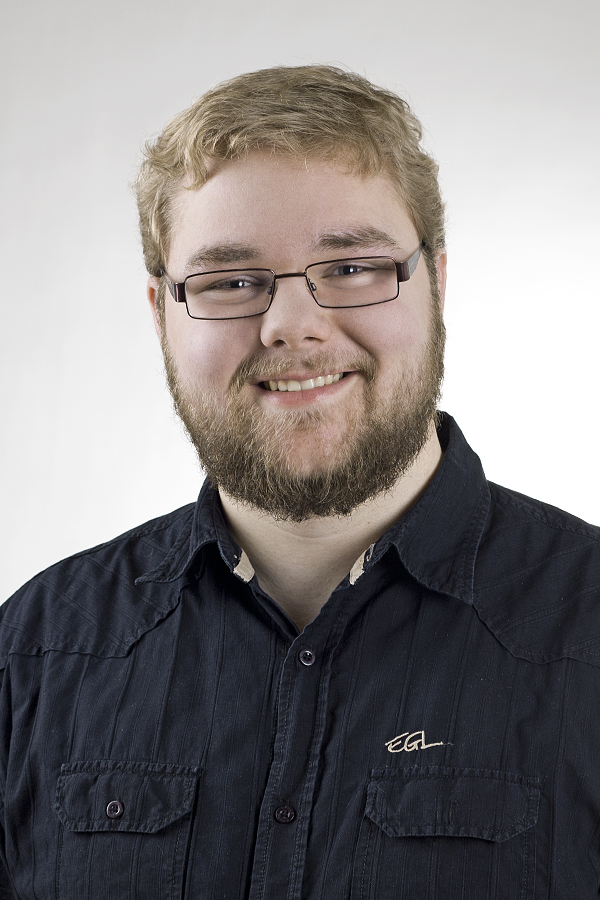
Florian Zumkeller-Quast (2011), předseda 2012-2014